# Ong Ren Ne
Ong Ren Ne (* 2. Juni 1997 in Singapur) ist eine singapurische Badmintonspielerin. 

## Karriere
Ong Ren Ne startete 2014 und 2015 bei den Badminton-Juniorenweltmeisterschaften. Bei den Südostasienspielen 2015 und 2017 gewann sie jeweils Bronze mit dem Damennationalteam ihres Landes. 2018 war sie bei den Commonwealth Games am Start. In den Doppeldisziplinen belegte sie dabei jeweils Rang neun, mit dem Team wurde sie Vierter. Ebenso spielte sie bei den Singapore Open 2015 und dem Thailand Masters 2018, schied dort jedoch in der Vorrunde aus ebenso wie bei den Asienmeisterschaften 2017 und 2018. Ihren ersten Turniererfolg verzeichnete sie bei den Iran International 2017, wo sie das Damendoppel gewinnen konnte.

## Referenzen
- Ong Ren Ne beim Badminton-Weltverband

| Personendaten    | Personendaten                    |
| ---------------- | -------------------------------- |
| NAME             | Ong, Ren Ne                      |
| KURZBESCHREIBUNG | singapurische Badmintonspielerin |
| GEBURTSDATUM     | 2. Juni 1997                     |
| GEBURTSORT       | Singapur                         |